# Kvicksund
Kvicksund is een plaats in de gemeente Eskilstuna en Västerås in de landschappen Södermanland en Västmanland en de provincies Södermanlands län en Västmanlands län in Zweden. De plaats heeft 1714 inwoners (2005) en een oppervlakte van 307 hectare.
De plaats ligt aan de oevers van het Mälarmeer. Het zuidelijke deel van de plaats ligt op het vasteland, terwijl het noordelijke deel behoort tot het eiland Nyckelön.

## Verkeer en vervoer
Bij de plaats loopt de Riksväg 56.
De plaats heeft een station aan de spoorlijn Järnvägslinjen Sala–Oxelösund.